# بيني غوردون
بيني غوردون (بالإنجليزية: Benny Gordon)‏ هو سائق سباق أمريكي، ولد في 29 نوفمبر 1970 في دوبويس في الولايات المتحدة.

## وصلات خارجية
- الموقع الرسمي
- بيني غوردون على موقع Racing-Reference.info (الإنجليزية)